# Белль, Филипп фон
Филипп Шалль фон Белль (ум. декабрь 1560, Москва) — последний ландмаршал 
Ливонского ордена (1558—1560), участник Ливонской войны с Русским государством.

## Биография
Считается, что он происходил из вестфальского дворянского рода. Его братом был комтур Кулдиги Вернер фон Белль.
Около 1540 года Филипп фон Белль вступил в Ливонский орден. В 1545 году был назначен вице-комтуром Риги. В 1551 году Филипп фон Белль стал комтуром Мариенбурга. В 1558 году после начала Ливонской войны он был назначен последним ландмаршалом Ливонского ордена.
Летом 1560 года большая русская рать (60 тыс. чел.) под предводительством воевод князя И. Ф. Мстиславского, М. Я. Морозова и А. Ф. Адашева вторглась в ливонские владения. Целью похода стала ливонская крепость Феллин (Вильянди). Главные воеводы отправили вперед 12-тысячное войско под командованием князя В. И. Барбашина. Ливонский ландмаршал Филипп фон Белль собрал небольшое орденское войско (около 1 тыс. чел.) и смело выступил против русской армии.
2 августа 1560 года произошла битва под Эрмесом. Ландмаршал Филипп фон Белль с главными силами напал на передовой русский корпус князя В. И. Барбашина. В бою русская конница разгромила и уничтожила отряд немецких рыцарей под руководством ландмаршала Филиппа фон Белля, пытавшихся внезапно атаковать отдыхавших на краю леса русских всадников. Ливонские рыцари-крестоносцы были окружены и наголову разбиты. Среди убитых и взятых в плен ливонцев оказался 261 рыцарь. В плен были взяты 120 рыцарей и 11 орденских комтуров, в том числе и сам ландмаршал Филипп фон Белль, лучший военачальник Ливонского ордена.
Вначале русские воеводы относились к захваченным в плен орденским командирам с уважением, надеясь, что это поможет им обеспечить себе лояльность при дальнейшем завоевании Ливонии. Сам Филипп фон Белль и другие комтуры были отправлены ко двору русского царя Ивана Грозного в Москву. На аудиенции ландмаршал вёл себя дерзко и вызвал гнев царя, который приказал казнить пленников. Филипп фон Белль, его брат Бернт и еще трое рыцарей были обезглавлены, а их тела брошены собакам.
Бывший дерптский епископ Герман фон Везель, находившийся пленником в Москве, смог исходатайствовать перед царем о возможности похоронить тела казненных по католическому обряду вне стен Москвы. В 1823 году К. Ф. Калайдович обнаружил надгробную плиту брата Филиппа — Бернта фон Белля  в замостке тротуара на Мытном дворе, около Конной площади вблизи Серпуховской заставы. Плита была отдана в Румянцевский музей, а затем  передана в Московский Кремль.